# Edoardo Maragliano
Edoardo Maragliano (Genova, 1º giugno 1849 – Genova, 10 marzo 1940) è stato un medico italiano.
Ideatore e realizzatore della prima vaccinazione antitubercolare (detta "vaccino Maragliano"), fu senatore del Regno d'Italia dal 1900.

## Biografia

### Primi anni
Edoardo Maragliano nacque a Genova da Bartolomeo Maragliano e da Giovanna Garibaldi il 1º giugno 1849. Da suo padre, di professione commerciante, fu avviato agli studi classici prima al Ginnasio dei Padri Scolopi e poi al Liceo Colombo.
Iscritto alla facoltà di medicina fece i primi corsi nella città natale mentre per gli studi seguenti preferì l'Università di Napoli. A Napoli, discepolo del Tommasi e di Arnaldo Cantani, conseguì la laurea nel 1870. Ritornato a Genova divenne assistente di Enrico De Renzi, direttore della cattedra di clinica medica.
il 20 febbraio 1872 fu iniziato in Massoneria nella Loggia Stella d'Italia di Genova. Sempre nel 1872 creò la Società Ligure di Salvamento.
Nel 1875 vinse per titoli e concorso la cattedra di clinica medica all'Università di Cagliari, cui però rinunciò preferendo rimanere a Genova. Sempre nel 1875 si sposò con Eufemia Brovero Della Rovere. Dal 1875 al 1880 tenne lezioni di neuropatologia nelle corsie dell'Ospedale dei Cronici.

### Carriera
Nel 1877 fu incaricato dell'insegnamento di patologia generale, che continuò fino al 1881, anno in cui trasferitosi De Renzi a Napoli, Maragliano assurse alla cattedra di clinica medica dell'Università di Genova che tenne per 41 anni fino al 1922. Dalla sua clinica uscirono centinaia di allievi, tra cui 8 destinati ad avere una cattedra essi stessi.
Scoppiata nel 1884 a Genova un'epidemia di colera, Maragliano organizzò e diresse un ospedale appositamente istituito con l'aiuto della sua Clinica. Per questo motivo venne fregiato della Medaglia d'argento ai benemeriti della salute pubblica. Nel 1890 istituì la Regia Accademia Medica di Genova. Nel 1896 creò nell'ambito della sua Clinica il primo dispensario italiano e il primo reparto di accertamento diagnostico.

### Maturità
Nel 1900 fondò un istituto per lo studio della tubercolosi e delle malattie infettive: "l'Istituto Maragliano", edificato nelle vicinanze dell'Ospedale di San Martino.
Sempre nel 1900, Maragliano venne nominato senatore del Regno. Prese quindi, sotto questa veste, viva parte ai problemi relativi all'organizzazione degli studi universitari e della sanità pubblica. Preside della facoltà di medicina e chirurgia dal 1899 al 1905. Membro del Consiglio superiore della pubblica istruzione e membro del Consiglio sanitario provinciale. Candidato politico del Partito Liberale e del Partito Democratico. Delegato del Governo al congresso internazionale sulla tubercolosi a Berlino nel 1902; al congresso medico del Cairo nel 1903; al congresso internazionale di Madrid nel 1904. Dal 1906 al 1916 il consiglio accademico dell'Università di Genova lo confermò nella carica di magnifico rettore.
In questo decennio di fervente lavoro Maragliano prestò attivamente la sua opera al fine di realizzare la costruzione degli Istituti Biologici e Clinici Universitari nonché dei padiglioni del nuovo ospedale civile che pertanto passava da Pammatone a San Martino. La prima pietra dell'edificio sede della nuova clinica medica fu posta durante una solenne cerimonia dal re Vittorio Emanuele III e dalla regina Elena il 24 maggio 1914.
Fondò la Società Italiana di Medicina Interna insieme a Cantani e Baccelli e, dopo la morte di quest'ultimo, ne divenne presidente. Dopo la dichiarazione di guerra, Maragliano prese servizio nel corpo Sanitario Militare col grado di maggior generale (1915-1920). Durante tutta la campagna egli rimase abitualmente in zona di guerra ed anche in zona di operazione istituì ed organizzò i centri militari di accertamento per la tubercolosi; dirige altresì la Clinica Medica Militare dell'Università di Padova. Per questi suoi servizi, gli venne conferita la croce di guerra.
Lasciata nel 1924 la cattedra ufficiale, concentra tutte le sue attività negli studi sulla tubercolosi e nella lotta antitubercolare. Dal 1924 fino agli ultimi giorni della sua vita dedicò tutta la sua attività ai Corsi Annuali di Perfezionamento della Scuola di Tisiologia.
Maragliano muore a Genova il 10 marzo 1940 e la Cittadinanza vuole che la sua salma venga sepolta nel Famedio di Staglieno, ove si trovano le tombe dei Genovesi che hanno dato più lustro alla città. Nel 1946 la Clinica Medica di Genova, sotto la direzione di Antognetti, per onorare la memoria di Maragliano, fondò una rivista scientifica che intitola "Archivio Maragliano". Al suo nome inoltre viene dedicato il Sanatorio (oggi "Padiglione pneumologico Maragliano") ed anche la Biblioteca del Dipartimento di Medicina Interna (DIMI) di Genova.

### Studi sulla tubercolosi
Per quanto concerne l'attività di Maragliano come autore di opere scientifiche, egli iniziò e proseguì fino a compimento con Arnaldo Cantani il Trattato Italiano di Patologia in 24 volumi, in cui lavorarono tutti i clinici italiani del tempo. Tra le sue opere principali si deve annoverare il Trattato delle Malattie dei polmoni, le monografie originali sulle nefriti, sulla febbre, sul sangue, sul ricambio, sulla tubercolosi e sulla immunità antitubercolare.
La misura dell'attività scientifica svolta dalla Clinica Medica di Genova nel periodo in cui Maragliano la diresse, è data da ben 2453 lavori originali. Come ricercatore, Maragliano rivolse la sua operosità a molti rami della medicina, ma il suo nome è associato principalmente allo studio della malattia tubercolare. Infatti, dal 1890 in poi, la miglior parte della sua ricerca scientifica si svolse in questo campo, dove si rivelò un precursore.
Per ben comprendere il valore di quanto Edoardo Maragliano ideò ed asserì bisogna riportarsi all'ultimo decennio del secolo precedente quando non si ammetteva che l'uomo potesse essere reso immune nei confronti della tubercolosi. Si opinava infatti che la tubercolosi fosse un'infezione a sé, con caratteristiche completamente diverse dalle altre. Modificando radicalmente questa concezione, Maragliano fu il primo a capire che era possibile immunizzare l'organismo umano contro la tubercolosi come contro tutte le altre malattie infettive.
Fu al Congresso Internazionale di Medicina di Bordeaux nel 1895, che Maragliano gettò per primo le basi della moderna sieroterapia antitubercolare e cioè che v'era la possibilità di produrre anticorpi contro la tubercolosi e quella di trasportare tali anticorpi dal sangue degli animali immunizzati nell'organismo di individui malati. Tali affermazioni, urtando a quei tempi l'opinione corrente, vennero considerate con diffidenza e scartate.
Successivamente, al Congresso Internazionale di Medicina a Madrid nel 1903 ed al Congresso di Medicina Interna di Padova, alla fine dello stesso anno, poteva annunciare di avere, primo nel mondo, attuato la vaccinazione antitubercolare nell'uomo.
Nel 1904 a Filadelfia riaffermava i suoi concetti ed i suoi risultati nella conferenza tenuta al "Phipps Institute for the Study, Treatment and Prevention of Tuberculosis" con le parole: "Tutte le mie ricerche in proposito, cliniche e sperimentali, che durano ormai da 15 anni, mi conducono oggi ad affermare che è possibile attuare una terapia specifica della tubercolosi, che è possibile immunizzare l'organismo umano contro la tubercolosi come si fa per altre malattie infettive e che si può con fondamento sperare in una vaccinazione antitubercolare dell'uomo".
Successivamente nella V Conferenza Internazionale sulla Tubercolosi del 1906 tenutasi all'Aia, egli espone la metodologia attuata per produrre il vaccino con bacilli uccisi al calore. Ben sapeva che la reazione ai bacilli vivi era più accentuata di quella procurata dai bacilli morti, ma volle che il vaccino proposto fosse assolutamente innocuo.
A Edoardo Maragliano quindi spetta il merito di avere per primo concepito la possibilità di una vaccinazione antitubercolare e di averla attuata. Tale scoperta a quei tempi rivoluzionaria e, come tutto ciò che è rivoluzionario anche osteggiata dalla classe medica ufficiale, egli la sostenne e la difese anche sotto il profilo dell'importanza dei suoi riflessi sia sul piano sociale che di quello della medicina preventiva.
I suoi studi ed esperienze sul il vaccino anti tubercolare all'italiana, come all'epoca si usava dire per distinguerlo dal BCG (alla francese)  furono riprese dal tisiologo e rettore dell'Università di Siena Giovanni Petragnani, e dal professore dell'Università di Bologna Gaetano Salvioli, arrivando alla produzione e uso del Vaccino diffondente Salvioli.

## Opere
(elenco parziale)
- Rimedi nuovi e nuovi metodi di cura. Manuale di terapia clinica moderna, Vallardi, Milano 1889
- La vaccinazione preventiva della tubercolosi, tipografia cooperativa Casale Monferrato 1930
- L'opera del Governo per la difesa della stirpe (Discorso al Senato del Regno del 17 marzo 1930), Tipografia del Senato, Roma 1930, pp. 22
- Per la fascistizzazione degli ordinamenti universitari (Discorso al Senato del Regno del 17 marzo 1930), Tipografia del Senato, Roma 1930, pp. 9
- "Non è l'uomo più robusto ma l'uomo meglio immunizzato quello che meglio resiste alle malattie tubercolari", Giornale di Medicina Militare, fascicolo IX Roma 1933